# Pīāghūzbon
Pīāghūzbon (persiska: پیاغوزبن) är en ort i Iran.   Den ligger i provinsen Gilan, i den norra delen av landet, 150 km nordväst om huvudstaden Teheran. Pīāghūzbon ligger 1 783 meter över havet och antalet invånare är 154.
Terrängen runt Pīāghūzbon är huvudsakligen bergig, men åt nordväst är den kuperad.Runt Pīāghūzbon är det ganska tätbefolkat, med 111 invånare per kvadratkilometer. Närmaste större samhälle är Akūjān, 16,5 km sydväst om Pīāghūzbon. Trakten runt Pīāghūzbon består i huvudsak av gräsmarker.